# Wilhelm Kröger (Politiker, 1873)

Wilhelm Kröger

Wilhelm Kröger (* 23. Januar 1873 in Bentwisch; † 13. Oktober 1932 in Rostock) war ein deutscher Gewerkschafter und sozialdemokratischer Politiker.
Kröger war Tischlergeselle. Im Jahr 1891 trat er in die SPD und die freien Gewerkschaften ein. Er war zeitweise Betriebsvertrauensmann auf der Neptun-Werft in Rostock. Zwischen 1900 und 1905 war er ehrenamtlicher Gauleiter des Holzverarbeiterverbandes sowie Vorsitzender des Verbandes in Rostock. Seitdem bis zu seinem Tod war Kröger Bezirksparteisekretär der SPD für Mecklenburg-Lübeck. Gleichzeitig war er Vorsitzender der SPD auf Landes- beziehungsweise auf Bezirksebene.
Zwischen 1911 und 1920 war er Stadtverordneter und zwischen 1918 und 1920 unbesoldeter Senator sowie stellvertretender Bürgermeister in Rostock. Seit 1913 war Kröger außerdem Gesellschafter und zeitweise Vorsitzender der Presskommission für die „Mecklenburger Volkszeitung“.
Zwischen 1919 und 1920 war Kröger Präsident des verfassungsgebenden Landtags für Mecklenburg-Schwerin. Gleichzeitig war er Vorsitzender der SPD-Fraktion. Außerdem gehörte er der Weimarer Nationalversammlung und danach bis zu seinem Tod dem Reichstag an.
Zwischen 1920 und 1932 war Kröger Mitglied des zentralen SPD-Parteiausschusses. Außerdem gehörte er dem Bezirksausschuss der SAJ sowie des Reichsausschusses des Reichsbanners Schwarz-Rot-Gold an. Daneben war er Vorsitzender des Bezirksausschusses der Arbeiterwohlfahrt.